# 링크 16
링크 16(영어: Link 16)은 북대서양 조약 기구(NATO)의 군사 전술 자료 교환 네트워크이며, 전술 데이터 링크(TDL)의 표준안 중 하나이다.
링크 16으로, 군용 항공기뿐만 아니라 해상 및 지상군과 함께 거의 실시간으로 자신의 전술 사진을 교환할 수 있다. 링크 16도 문자 메시지, 이미지 데이터의 교환을 디지털 음성의 두 채널(2.4 kbit/s, 16 kbit/s)로 제공한다. STANAG 5516는 NATO의 표준화 계약 JTIDS / MIDS의 디지털 서비스 중 하나로서 정의한다. MIL-STD-6016는 미 국방부의 Link-16 MIL-STD이다.